# Sorrow (canción de Flyleaf)
«Sorrow» es el quinto sencillo de Flyleaf, es el cuarto y último video de FLYLEAF LP, el quinto de todos sus videos.

## Video musical
El vídeo musical muestra a la banda tocando en un escenario oscuro y a la vocalista Lacey Mosley caminar alrededor de un teatro en la preparación de un espectáculo que está a punto de realizarse. Al final del video musical, Lacey aparece esposada y es arrojada en un tanque, como parte de un truco de magia frente a una multitud de personas. La multitud mira con horror como Lacey lucha y, al parecer se ahoga en el tanque hasta que unas manos la rescatan.

## Significado de la canción
"Una de las únicas que creo que es importante tocar es Sorrow. Esto es porque en nuestros días y edades, hay un número enorme de personas que tratan con la depresión o conocen a alguien quien la padece. En la biblia dice: "Jesus was a man of Sorrow", en el lado secular, Hay gente que padece la depresión porque se siente vacía. En el lado Cristiano hay personas que tratan con la depresión porque se sienten solos con su Cristiandad o porque lo estropean. Este es el espíritu que combatimos cuando la tocamos. La promesa al final es "La Alegría Vendrá" [Joy Will Come].-Lacey